# بليندا رايت (ناشطة)
بليندا رايت (بالإنجليزية: Belinda Wright)‏ هي ناشِطة هندية، ولدت في 1953.